# Поље лала
Поље лала (тур. Lale devri) турска је телевизијска серија, снимана од 2010. до 2014. године.
У Србији је прва сезона серије емитована 2011. године, на телевизији Пинк. Емитовање серије започето је уз синхронизацију на српском језику коју је радио студио Блу хаус, али због лошег пријема синхронизације код публике, емитер ју је убрзо укинуо и увео титлове.

## Синопсис
Ово је прича о две породице које су у вечном конфликту. Једна породица се недавно доселила из Анталије у Истанбул, угледна је и позната, док је друга такође позната, али на рубу банкротства. Љубав између Лале и Чинара, ће укрстити путеве ове две породице након што се у тајности буду венчали.
Породица Илгаз је угледна и позната. Једини син Чинар заљубљује се у Лалу и она у њега на први поглед након смрти њеног оца, али Лалина сестра Јешим такође гаји осећања према згодном Чинару који убрзо спасава њихову породицу од банкротства. Зумрут, Лалина и Јешимина мајка пристаје на овај брак због своје похлепне природе, али Илгазови су конзервативна породица и гаје високу нетрпељивост према Ташкрановима због њихових честих скандала у јавности. Они долазе у близак контакт и започињу интриге једни против других. Лалина сестра Јешим настоји да придобије Чинара за себе. Када Лала почиње истрагу самоубиства свог оца долази до шокантног открића. Кривац за његову смрт је Неџип (Чинаров стриц тј. биолошки отац). Тајна која раздире њихов климави однос прети да буде откривена, али Лале слеће са пута док за њом јури Неџип и она умире. Пре смрти рађа своју кћерку која касније добија мајчино име Лала.
Чинар није при себи дуго времена. Није у стању да види рођено дете и покушава да изврши самоубиство, али га Јешим спашава из пожара. Међу њима полако почиње да се рађа јако осећање, али Чинар је свестан неприкладности њиховог положаја те због мале Лале одлучује да ожени другу коју упознаје случајно на путу. Топрак пристаје на брак и њих двоје се полако зближавају, али Јешим им квари планове када обелодани своју трудноћу. Чинар захтева од ње да побаци што се она претвара да чини, али после неколико месеци сви сазнају да их је лагала. Чинар и Топрак се свађају и мире више пута. Топрак га оставља када сазна да Јешим чека његово дете. Они се полако зближавају, али очајна Јешим упада на њихову другу свадбу колима и због несреће јој порођај почиње раније него што је планирано. Она рађа сина Берка, Чинар преузима своју одговорност и купује им кућу. Јешим се претвара да је одустала од њега, али интригира против Топрак и на крају успева да их завади. Топрак је сад та која је трудна, али Чинар то не зна. Њих двоје се разводе и Топрак се удаје за другог човека који прихвата њено дете као своје. Јешим и Чинар се убрзо венчавају, али Јешимин тријумф кратко траје када Топракин бивши муж признаје да је лагао по њеном наређењеу. Чинар избацује Јешим из куће, али убрзо она одводи малу Лалу и свог сина. Чинар их налази, Јешим покушава да убије Топрак пиштољем, али метак погађа Зумрут која се испречила између њих две. Јешим успева да побегне, али је брзо налазе захваљујући дојави њеног брата Керима када је видео испред собе њихове мајке. Јешим умире скачући са стене.
Појављује се нова негативка Азра и Јешимин биолошки отац који криви Топрак и Чинара за смрт своје кћерке. Он покушава на све начине да им се освети, али када његови планови пропадну он убрзо умире и оставља цео иметак Зумрут. Топрак је поново трудна и у страху за своје нерођено дете. Зумрут се поиграва са њеним умом и она накратко завршава у лудници. Зумрут избацује Илгазове из њихове виле када ови банкротирају. На крају, Топрак и Чинар ипак успевају да преброде све препреке и буду заједно са својом децом.

## Улоге
| Глумац:           | Улога:              |
| ----------------- | ------------------- |
| Толгахан Сајишман | Чинар Илгаз         |
| Емина Јаховић     | Лале Ташкиран Илгаз |
| Серенај Сарикаја  | Јешим Ташкиран      |
| Селен Сојдер      | Топрак Илгаз        |
| Хатиџе Аслан      | Зумрут Ташкиран     |
| Кенан Бал         | Неџип Илгаз         |
| Гул Онат          | Икбал Илгаз         |
| Сера Јилмаз       | Бехије Дада         |
| Хакан Пишкин      | Екрем               |
| Памир Пекин       | Џансел              |
| Ајтен Сојкок      | Рејхан Илгаз        |
| Гокхан Аталај     | Мехмет              |
| Сертач Тартан     | Мерт                |
| Али Ајкут Јилмаз  | Керем Ташкиран      |
| Еге Ардич         | Јycyф               |
| Ердал Билинген    | Шефик               |